# Ромбоикосододекаэдр
Ромбоикосододека́эдр — полуправильный многогранник (архимедово тело) с 62 гранями, составленный из 20 правильных треугольников, 30 квадратов и 12 правильных пятиугольников.
В каждой из его 60 одинаковых вершин сходятся одна пятиугольная грань, две квадратных и одна треугольная. Телесный угол при вершине равен {\displaystyle 2\pi -\arccos {\frac {5-4{\sqrt {5}}}{15}}\approx 1{,}42\pi .}
Ромбоикосододекаэдр имеет 120 рёбер равной длины. При 60 рёбрах (между треугольной и квадратной гранями) двугранные углы равны {\displaystyle \arccos \left(-{\frac {{\sqrt {15}}+{\sqrt {3}}}{6}}\right)\approx 159{,}09^{\circ };} при 60 рёбрах (между квадратной и пятиугольной гранями) {\displaystyle \arccos \left(-{\sqrt {\frac {5+{\sqrt {5}}}{10}}}\right)\approx 148{,}28^{\circ }.}
Ромбоикосододекаэдр можно представить либо как додекаэдр, усечённый по вершинам и рёбрам (при этом треугольники соответствуют вершинам додекаэдра, а квадраты — рёбрам), либо как икосаэдр, усечённый таким же образом (при этом пятиугольники соответствуют вершинам икосаэдра, а квадраты — рёбрам), либо же как усечённый икосододекаэдр.

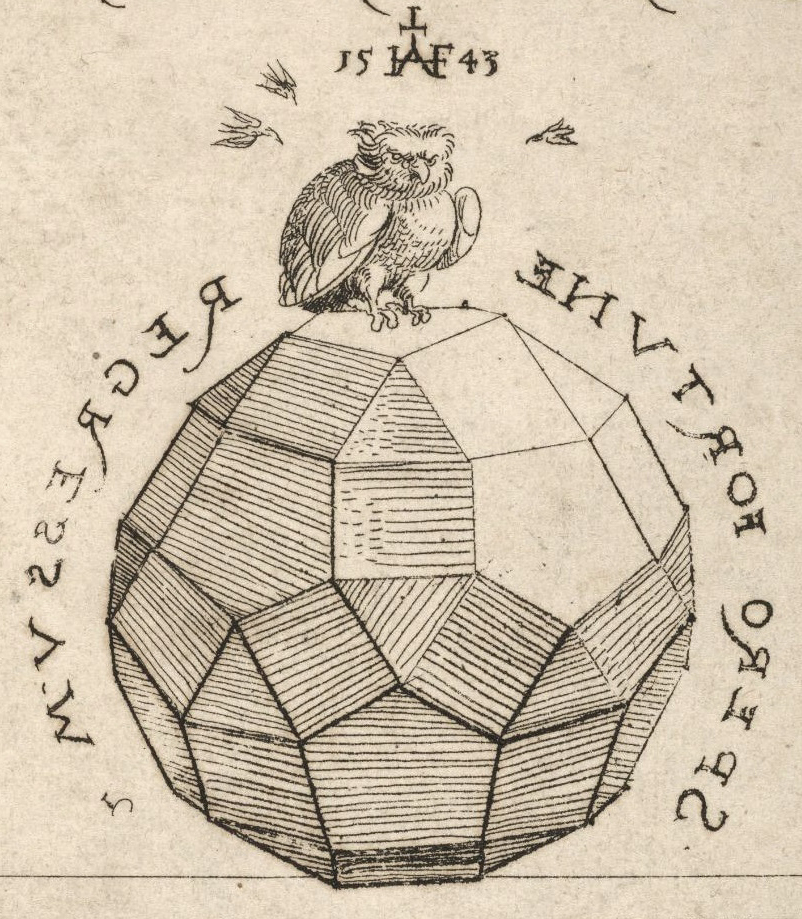
Фрагмент титульного листа «Геометрии» Августина Хиршфогеля (1543)

## В координатах
Ромбоикосододекаэдр с длиной ребра {\displaystyle 2} можно расположить в декартовой системе координат так, чтобы координаты его вершин были всевозможными циклическими перестановками наборов чисел
- {\displaystyle (\pm 1;\;\pm 1;\;\pm (2\Phi +1)),}
- {\displaystyle (\pm (\Phi +1);\;\pm \Phi ;\;\pm 2\Phi ),}
- {\displaystyle (\pm (\Phi +2);\;0;\;\pm (\Phi +1)),}

где {\displaystyle \Phi ={\frac {1+{\sqrt {5}}}{2}}} — отношение золотого сечения.
Начало координат {\displaystyle (0;\;0;\;0)} будет при этом центром симметрии многогранника, а также центром его описанной и полувписанной сфер.

## Метрические характеристики

Для удобства представления грани ромбоикосододекаэдра можно мысленно разделить на пять «поясов».

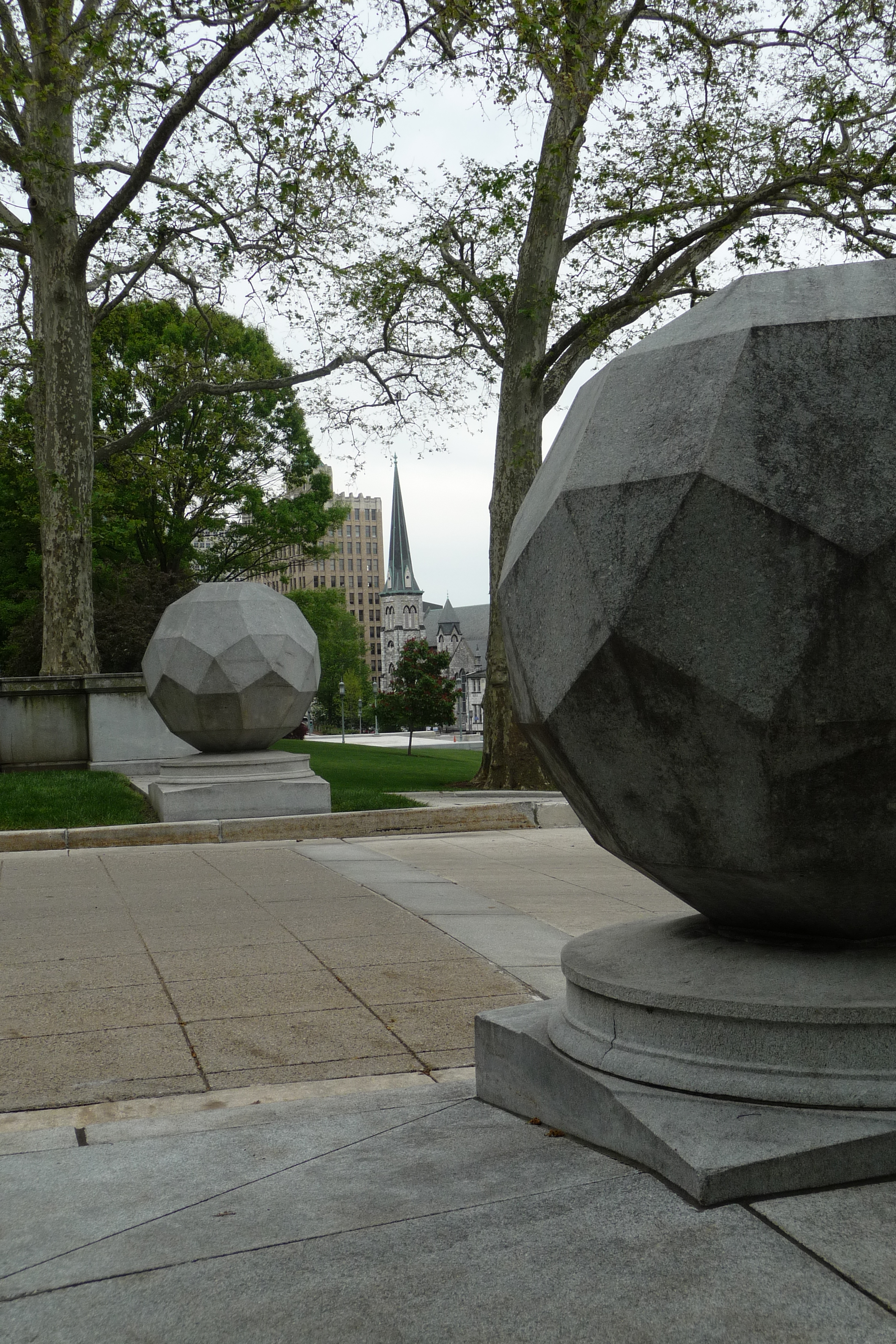
Пара каменных ромбоикосододекаэдров возле Капитолия штата Пенсильвания (установлены в 1928 году).

Если ромбоикосододекаэдр имеет ребро длины {\displaystyle a}, его площадь поверхности и объём выражаются как
{\displaystyle S=\left(30+5{\sqrt {3}}+3{\sqrt {25+10{\sqrt {5}}}}\right)a^{2}\approx 59{,}3059828a^{2},}
{\displaystyle V={\frac {1}{3}}\left(60+29{\sqrt {5}}\right)a^{3}\approx 41{,}6153238a^{3}.}
Радиус описанной сферы (проходящей через все вершины многогранника) при этом будет равен
{\displaystyle R={\frac {1}{2}}{\sqrt {11+4{\sqrt {5}}}}\;a\approx 2{,}2329505a;}
радиус полувписанной сферы (касающейся всех рёбер в их серединах) —
{\displaystyle \rho ={\frac {1}{2}}{\sqrt {10+4{\sqrt {5}}}}\;a\approx 2{,}1762509a.}
Вписать в ромбоикосододекаэдр сферу — так, чтобы она касалась всех граней, — невозможно. Радиус наибольшей сферы, которую можно поместить внутри ромбоикосододекаэдра с ребром {\displaystyle a} (она будет касаться только всех пятиугольных граней в их центрах), равен
{\displaystyle r_{5}={\frac {3}{2}}{\sqrt {1+{\frac {2}{\sqrt {5}}}}}\;a\approx 2{,}0645729a.}
Расстояния от центра многогранника до квадратных и треугольных граней превосходят {\displaystyle r_{5}} и равны соответственно
{\displaystyle r_{4}={\frac {1}{2}}\left(2+{\sqrt {5}}\right)a\approx 2{,}1180340a,}
{\displaystyle r_{3}=\left({\frac {\sqrt {3}}{2}}+{\sqrt {\frac {5}{3}}}\right)a\approx 2{,}1570199a.}

## В культуре

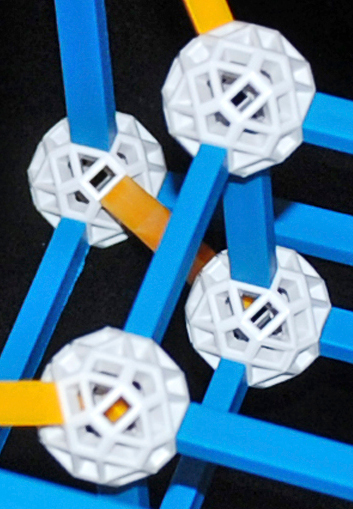
Соединители в Zometool

В наборах для моделирования пространственных фигур Zometool в качестве соединителей используются рёберные каркасы ромбоикосододекаэдра.